# Negativna čustva na delovnem mestu
Negativna čustva so neprijetna kratkotrajna ali dolgotrajna stanja s spremenljivo intenzivnostjo . Sprožajo mirno ali burno reakcijo, imajo relativno nizko stopnjo zavedanja in jih na splošno težko upravljamo. Običajno so povezana z neizpolnjenimi potrebami, ovirami za doseganje ciljev, neučinkovitim čustvenim upravljanjem in negativnim mišljenjem. Mednje sodijo žalost, depresija, jeza, obup, razočaranje, nezadovoljstvo, obžalovanje, občutki krivde, sram, gnus, zavist, ipd. Viri, ki ustvarjajo negativna čustva, so čustvene stiske, nezadovoljene potrebe in strah pred izgubo na katerem koli področju (materialna izguba, izguba čustvene varnosti, samozavesti, ljubezni, ipd.). 
Pretirano doživljanje samo negativnih čustev ima lahko za posledico zdravstvene težave, saj doživljanje le-teh sproža depresivnost ali anksioznost, poleg tega pa negativna čustva oslabijo imunski sistem . Spoprijemanje s čustvi se nanaša na upravljanje tako pozitivnih kot negativnih čustev in predstavlja proces, s katerim posameznik vpliva na to, katera čustva doživlja, kdaj jih doživlja in kako jih izraža. Za ustrezno upravljanje s čustvi je pomembna emocionalna inteligentnost.

### Doživljanje čustev v delovnem okolju
Zaposleni, ki v delovnem okolju doživljajo pozitivne emocije, si običajno določijo višje cilje in sodelujejo v konstruktivnih aktivnostih . V nasprotju s pozitivnimi, negativna čustva povzročajo škodljive učinke, kot so omejevanje fleksibilnosti mišljenja, vzdrževanje disfunkcionalnih kognitivnih shem, nezadovoljstvo na delovnem mestu, nizka čustvena angažiranost, ki običajno rezultira v spremembi dela ali celo zapuščanju delovnega mesta, ipd. . Kljub temu, da so negativne emocije navadno pojmovane kot disfunkcionalne in družbeno nezaželene, na delovnem mestu lahko postanejo funkcionalne, v kolikor spodbujajo učinkovitejšo obdelavo informacij in bolj realistično zaznavanje. Kadar pa so negativne emocije prisotne v njihovi največji intenziteti, lahko motijo duševno delovanje in povzročajo neprimerno vedenje. 
V kolikor se organizacija ne uspe spoprijemati z negativnimi čustvi na konstruktiven način, so škodljivi učinki, ki jih imajo negativna čustva na posameznike (npr. zniževanje samozavesti, uspešnosti), škodljivi tudi za organizacijo samo. Negativna čustva imajo lahko pri posamezniku za posledico zanemarjanje dela, sodelavcev in celotne organizacije. Prisotnost tovrstnih čustev tako predstavlja resen problem učinkovitosti in produktivnosti organizacije. Poleg možnosti, da se zaposleni lahko odločijo za zapuščanje delovnega mesta, se nekateri odločijo tudi za maščevanje organizaciji, uničujoča dejanja na delovnem mestu, krajo, namerno škodovanje organizaciji, širjenje govoric, ipd. .
Močna negativna čustva lahko med sodelavci ustvarjamo z vzdrževanjem tekmovalnosti (npr. za družbeni status ali dohodek) na delovnem mestu. Tekmovalni posamezniki, ki imajo potrebo po nadzorovanju lastne uspešnosti v delovnem okolju, občutijo močnejša negativna čustva (zlasti ljubosumje) . Po drugi strani zaposleni, ki vzdržujejo neodvisnost in samostojnost pri delu, običajno doživljajo manj negativnih čustev. Razlog leži v tem, da so ljudje, ki večino časa delujejo samostojno in so bolj odvisni od lastnih nalog, manj izpostavljeni tekmovanju. 

## Vpliv posameznih negativnih čustev na posameznika v delovnem okolju
Kot najpomembnejša negativna čustva na delovnem mestu se pojavljajo zavist, strah, ljubosumje in jeza , ki so med vsemi negativnimi emocijami tudi najbolj raziskana.

### Zavist
Zavist je pogosto boleče neprijetno čustvo, povezano z občutki manjvrednosti, sovraštvom in nezadovoljstvom . Terja upad samozavesti, povzroča stres in temelji na primerjavi med posameznikom in drugimi, lahko tudi tistimi, ki jih posameznik vrednoti kot nadrejene. Pojavi se takrat, kadar posameznik čuti, da druga oseba uživa v dejavnosti, v kateri bi posameznik sam želel uživati ali pa kadar posameznik zazna, da druga oseba uživa v materialnih dobrinah, katerih lastnik bi želel biti posameznik sam. Zaposleni najpogosteje zavist doživi, kadar je njegov sodelavec nagrajen ali kadar napreduje. Za tiste, ki doživljajo visoko stopnjo zavisti, je bolj verjetno, da bodo zamenjali delovno mesto ali pa se bodo posluževali neproduktivnega vedenja, kot npr. škodovanje sodelavcem ali izražanje agresije. Zavistni posamezniki poleg tega svojo pozornost preusmerijo od želenih rezultatov na tisto osebo, ki ji zavidajo in tako ne dosegajo nivoja uspešnosti, ki bi ga sicer lahko. Za odpravljanje zavisti na delovnem mestu je pomembno, da nadrejeni zmanjšujejo primerjave med sodelavci, poleg tega pa lahko zavistne zaposlene odstranijo od tistih, ki krepijo njihovo zavist . V kolikor organizacija spodbuja poštenost, pravičnost in sodelovanje med sodelavci, bodo zaposleni doživljali uspeh sodelavcev kot sredstvo, ki spodbuja njihovo lastno motivacijo. Poleg tega je pomembno, da nadrejeni svojim podrejenim pogosto posredujejo jasno povratno informacijo ter se poslužujejo nagrajevanja svojih zaposlenih bolj pogosto oz. večkrat letno. K zmanjševanju zavisti pripomore tudi preureditev delovnega okolja (npr. sprememba sedežnega reda) in oblikovanje začasnih skupin, v katerih se lahko zaposleni primerjajo z večjo skupino sodelavcev.  

### Strah
Strah je neprijetno negativno čustvo s spremenljivo intenzivnostjo in trajanjem, evolucijsko gledano pa igra pomembno vlogo pri prilagajanju na okolje . Pojavi se v nevarnih situacijah, ki so lahko tudi izmišljene in sproži obrambne odzive, kot so beg, nesposobnost reagiranja na dražljaje, soočanje z dražljaji, ipd. Strah je tako čustvo, ki se aktivira ob prisotnosti zunanjih ali notranjih dražljajev, razumljenih kot grožnjo fizične varnosti ali dobrega počutja posameznika. Najboljši način, da se znebimo strahu je, da se podamo v situacijo, ki se je bojimo . Pri ustvarjanju delovnega okolja je pomembno upoštevati tri elemente, s katerimi zaposlenim omogočimo spoprijemanje s strahom, in sicer vodstvo, zaupanje in vizijo . Vodstvo mora ustvariti okolje, v katerem zaposleni lahko izražajo svoje mnenje brez skrbi o možnih posledicah. Zaželeno je, da se nadrejeni hitro odzivajo na ideje in zamisli svojih zaposlenih, saj bodo s tem spodbudili zaposlene k podajanju svojih idej. Neodzivanje lahko v nasprotnem primeru pri zaposlenih povzroči dvomljenje v njihovo kompetentnost. Vodstvo mora nagrajevati sodelovanje in inovativnost, prav tako pa tudi prizadevanje in rezultate zaposlenih, saj le-ti prispevajo k izboljšanju delovanja celotne organizacije. Poleg tega je za sodelovanje in učinkovito komunikacijo pomembno tudi zaupanje, saj le-to spodbuja in izboljša komunikacijo. Nizko zaupanje v zaposlenih zbuja negotovost in obrambno vedenje. Za vzpostavitev zaupanja med nadrejenimi in podrejenimi, morajo nadrejeni deliti svoje napake s svojimi zaposlenimi, saj na ta način le-ti razumejo, da so napake priložnosti za učenje. Tako morajo nadrejeni spodbujati, da tudi zaposleni pokažejo svoje napake in se zavedati, da lahko neizpostavljanje slabih rezultatov nakazuje na strah na delovnem mestu. Poleg tega naj bi se nadrejeni izogibali zaprtih vprašanj, saj ta zaposlenim ne nudijo možnosti izražanja svojega mnenja. Nadrejeni, ki se s strahom spoprijemajo učinkovito, so potrpežljivi in razumevajoči ter prisluhnejo svojim zaposlenim preden obsojajo njihova dejanja. Kot zadnje je pomembno, da vodje razvijajo vizijo, saj je ta ravno tako pomembna kot končni rezultat. Zaposlene namreč spodbuja k načrtovanju in razmišljanju na dolgi rok, poleg tega pa jim nudi smernice, ki kažejo na to, kje vodstvo vidi organizacijo v prihodnosti in za kaj naj si zaposleni prizadevajo. Vizija prav tako krepi timski duh in samozavest zaposlenih, kar lahko zmanjša negotovost in strah. 

### Ljubosumje
Ljubosumje je neprijetno intenzivno čustvo, ki označuje predvsem tveganje izgube nečesa (najpogosteje ljubezni), kar nam je že prisvojeno. Čustvo je povezano s sovražnostjo, zamerami ter agresivnim vedenjem do druge osebe . Na delovnem mestu so lahko nadrejeni pogosto razumljeni kot zastopniki podjetja, zato so tudi njihova dejanja na nek način odraz celotnega podjetja. V kolikor zaposleni vrednotijo dejanja, ki jih nadrejeni vršijo do svojih podrejenih, kot nepravična, bo to v zaposlenih spodbudilo ljubosumje, kar bo pripeljalo tudi do tega, da bodo ljubosumni zaposleni zaznavali podjetje, v katerem delajo, kot negativno . Pri tovrstnih posameznikih je tudi bolj verjetno, da bodo zapustili svoja delovna mesta. Nadrejeni ravno zato ne smejo prezreti ljubosumne zaposlene, pač pa morajo z njimi sodelovati, saj bodo le na ta način lahko pomagali zaposlenim spremeniti njihovo vedenje in razrešiti problem . Sprva morajo nadrejeni dodobra spoznati in razumeti situacijo, ki v zaposlenih vzbudi čustvo ljubosumja. Za vsakega zaposlenega si morajo vzeti čas, se z njim pogovoriti in ga spodbuditi v razkrivanje razlogov, ki pri njem terjajo ljubosumje. V kolikor zaposleni ne želijo spremeniti situacije oz. se ne želijo znebiti ljubosumja do sodelavcev, lahko nadrejeni poudarjajo pomembnost timskega dela pri opravljanju skupnih ciljev, ki ne morejo biti opravljeni brez učinkovitega sodelovanja. Vodstvo mora pri vsakem izmed svojih zaposlenih izpostavljati njegovo edinstvenost in njegove prednosti, poleg tega pa mora ceniti tudi razlike med posamezniki. Med zaposlenimi mora vzpostaviti mišljenje, v katerem se bodo zaposleni medsebojno podpirali pri doseganju uspehov, saj bo na ta način zmanjšan tudi občutek ljubosumja. 

### Jeza
Jeza je neprijetno negativno čustvo, ki se pojavi, kadar nam neki dražljaji preprečijo načrte. Je posledica konflikta med osebnimi cilji ali grožnje pred izvajanjem določene dejavnosti. Jezo navadno povezujemo z zmanjšanjem zmogljivosti kontrole čustev, razdražljivostjo na nizko intenzivne dražljaje, frustracijami, agresivnim vedenjem ali prikrito agresivnostjo, destruktivnim vedenjem, osebnim nezadovoljstvom, ipd. . Na delovnem mestu je omenjeno čustvo neizogibno, saj delovno okolje vključuje zapletene odnose, velik pritisk in veliko dogajanj, ki jih ne moremo nadzorovati . Za spoprijemanje z jezo je precej učinkovit »time-out«, kar pomeni, da si vzamemo trenutek, da se »ohladimo« . Lahko si pomagamo tudi s progresivno mišično relaksacijo ali z globokim dihanjem. S strani vodstva je izjemno pomembno, da svojim zaposlenim omogoča pravšnjo mero nadzora nad njihovimi delovnimi nalogami, delovnim prostorom, odgovornostmi, odnosi z ostalimi zaposlenimi in tudi delovnim časom. Več svobode kot bodo imeli posamezniki pri naštetih dejavnikih, bolj verjetno bodo sami zaznavali organizacijo kot pozitivno in nižja bo njihova stopnja jeze . Zaposleni kot enega izmed najpomembnejših dejavnikov vrednotijo odnos, ki ga imajo s svojimi nadrejenimi, pri čemer je le-ta boljši, če so nadrejeni odzivni, se z zaposlenimi ukvarjajo in so obveščeni o morebitnih težavah. Pomembno pa je tudi, da zaposleni dobivajo priznanja in nagrade za svoje prispevke. Pri soočanju z jezo je priporočljivo, da nadrejeni vzpostavijo jasna pričakovanja glede vedenja na delovnem mestu, pri čemer lahko ustrezno vedenje tudi modelirajo . Pri modeliranju se ne sme vključevati posameznikov, ki niso sposobni obvladovati svoje jeze, s strani vodstva pa je zaželeno tudi organiziranje treningov za obvladovanje jeze. Poleg omenjenega je pomembno, da se v največji možni meri zmanjšajo napetosti med nadrejenimi in podrejenimi, kar lahko vodstvo stori zlasti z razkrivanjem razlogov za njihova dejanja, povečanjem dostopnosti in vključevanjem podrejenih v komunikacijo . Organizacija lahko spodbudi tudi treninge za obvladovanje stresa in treninge za reševanje konfliktov, pri čemer je smiselno, da razvija spretnosti zaposlenih pri aktivnem poslušanju, parafraziranju, brainstormingu, sklepanju kompromisov, ipd. Če je to potrebno, lahko določene zaposlene tudi loči ali prestavi na drugo podobno delovno mesto. Poleg tega mora vodstvo sprejeti določene disciplinske ukrepe, če se na delovnem mestu pojavi kakršnakoli oblika diskriminacije, verbalne zlorabe, nasilja ali nadlegovanja. Vsekakor pa je pomembno dejstvo, da se je potrebno svoje jeze najprej dobro zavedati, če želimo le-to učinkovito obvladovati.

## Spoprijemanje s čustvi na delovnem mestu
Na delovnem mestu pogosto občutimo nezmožnost nadzorovanja poteka dogodkov (npr. občutek, da ne moreš narediti ničesar), kar ustvarja negativna čustva, kot so ljubosumje, zavist, strah in jeza. V ta namen je pomembno, da se s tovrstnimi čustvi spoprijemamo. Zmogljivost spoprijemanja pa se povezuje z naslednjimi vrstami reakcij: ozaveščanje, sprejetje ali obrambne reakcije (izogibanje, zanikanje, premestitev, ipd.) . 
Upravljanje čustev v kontekstu organizacije poteka na dveh ravneh :
1. Osebna oz. individualna raven: ta se nanaša na spretnosti uspešnega obvladovanja oz. kontroliranja čustev ter obvladovanja negativnih čustev. Posamezniki, ki se zavedajo lastnih čustev in so bolj emocionalno inteligentni, imajo večjo sposobnost uravnavanja čustev in spoprijemanja z negativnimi čustvi.
2. Organizacijska oz. družbena raven: ta zajema niz pravil, ki se nanašajo na čustveno zaželeno odzivanje in ustrezno izmenjavo čustev med nadrejenimi in podrejenimi ter na strategije nadrejenih, s katerimi večajo čustveno kakovost življenja podrejenih.

Pri učinkovitem spoprijemanju s čustvi se lahko poslužujemo tudi treningov razvijanja strategij za spoprijemanje s čustvi, vendar pa mora biti udeležba na omenjenih treningih neobvezna. Poleg tega mora biti interes nadrejenih za dobrobit zaposlenih resničen in neodvisen od potreb organizacije za večjo učinkovitost ali večji dobiček. Na organizacijski ravni je upravljanje čustev izziv za vsakega nadrejenega. V kolikor posameznik ni sposoben uravnavanja čustev na individualni ravni, je toliko težje uravnavanje čustev na organizacijski ravni. Upravljanje čustev v organizacijah je mogoče, v kolikor nadrejeni spoštuje čustveno doživljanje podrejenih in odraža ustrezno čustveno vedenje. Pomembno je tudi zavedanje, da čustva vodje vplivajo na čustva članov skupine oz. podrejenih. Prvi pogoj, da je vodja uspešen pri uravnavanju čustev na ravni organizacije je, da je sposoben uravnavati svoja lastna čustva. Vodstvo neke ekipe je namreč odločilni dejavnik pri ustvarjanju in ohranjanju pozitivne emocionalne organizacijske klime na delovnem mestu.

## Razlike med spoloma v doživljanju čustev na delovnem mestu
Moški na delovnem mestu pogosteje doživljajo čustva, kot so sovraštvo, ljubosumje, zavračanje, jeza, maščevalnost, ipd., ženske pa v nasprotju pogosteje poročajo o doživljanju anksioznosti in bolečine, pa tudi veselja in zadovoljstva na delovnem mestu .